# Dòlar Geary-Khamis
El Dòllar Geary-Khamis o dòlar internacional és una unitat de compte (una moneda fictícia) que te el mateix poder de compra que el dòlar americà als Estats Units en un altre país donat en un moment donat. L'any de 1990 és el més comunament emprat com a base de càlcul per comparar diferents anys. Va ser inventat el 1958 per Roy Geary i desenvolupat posteriorment per Salem Hanna Khamis entre 1970 i 1972. El dòlar Geary-Khamis és utilitzat per organismes internacionals, com l'ONU, el Banc Mundial, el FMI o l'OCDE, en els seus treballs estadístics comparatius.
La idea va ser proposada per Roy Geary el 1958, quan era consultor de departament d'estadística de la ONU, per poder construir un índex harmonitzat de la producció agrícola mundial. Irving Kravis, Alan Heston i Robert Summers de la universitat de Pennsilvània va utilitzar el mètode de Geary com a base pel Programa de Comparació Internacional (ICP), un programa liderat pel Banc Mundial, l'objectiu del qual era de publicar estadístiques comparables entre països sobre el Producte Interior Brut i els seus comonents. El mètode va ser arrodonit per Salem Hanna Khamis qui va proporcionar una llista de les condicions necessàries i suficients per a que el mètode proporcioni preus internacionals raonables (o, al menys, no negatius).
El ICP ha estat utilitzat com a base de les Taules Penn World (PWT), una sèrie d'estadístiques d'una centena de països des de 1950 utilitzada per nombrosos treballs econòmics que busquen justificacions quantitatives dels suposats factors del creixement econòmic.
El mètodes Geary-Khamis utilitza conjuntament dues aproximacions: la paritat de poder adquisitiu i els preus mitjans de les matèries primeres (incloses les alimentàries). Es basa, doncs, en la construcció d'un preu internacional de cada matèria i d'una paritat de poder adquisitiu de cada país.
El dòlar Geary-Khamis permet indicar el valor d'una divisa a l'interior del país considerat. També permet fer comparacions entre països i entre anys. Per exemple, per comparar el nivell de vida entre països, serà més fiable el PNB en dòlars Geary-Khamis que aplicant les taxes de canvi de la moneda local, que poden fluctuar fortament d'un any a l'altre sense que això afecti al nivell de vida dels seus habitants.